# Kacsóta
Kacsóta je selo u južnoj Mađarskoj.
Zauzima površinu od 9,50 km četvornih.

## Zemljopisni položaj
Nalazi se na 46° 2' sjeverne zemljopisne širine i 17° 57' istočne zemljopisne dužine. Kotarsko sjedište Selurinac je 1,5 km istočno, Senta je 200 m sjeverno, Petreda je 4 km zapadno, Biduš je 4,5 km jugozapadno, Sedijanaš je 3 km jug-jugozapadno, Királyegyháza je 2,5 km jugoistočno, a Nagyváty je 2 km sjeverozapadno.

## Upravna organizacija
Upravno pripada Selurinačkoj mikroregiji u Baranjskoj županiji. Poštanski broj je 7940. 

## Promet
Željeznička prometnica prolazi neposredno južno od ovog sela. U Kacsóti nema željezničke postaje.

## Stanovništvo
Kacsóta ima 298 stanovnika (2001.). 

## Vanjske poveznice
- Kacsóta na fallingrain.com